# Мел Карнаган
Мелвін Юджин «Мел» Карнаган (англ. Melvin Eugene "Mel" Carnahan; 11 лютого 1934, Бірч-Трі, Міссурі — 16 жовтня 2000, округ Джефферсон, Міссурі) — американський політик-демократ. Він був віце-губернатор Міссурі з 1989 по 1993 рр. і губернатором з 1993 р. до своєї смерті в авіакатастрофі. У жовтні 2000 р. він посмертно переміг Джона Ешкрофта на виборах до Сенату США, його вдова Джин Карнаган була призначена сенатором замість нього.
У 1954 р. він закінчив Університет Джорджа Вашингтона. Карнаган служив у ВПС США, а у 1959 р. отримав ступінь доктора права в Університеті Міссурі. З 1963 по 1967 рр. він був членом Палати представників Міссурі, з 1981 по 1985 рр. працював скарбником штату Міссурі.